# Liste der Monuments historiques in Thil (Aube)
Die Liste der Monuments historiques in Thil führt die Monuments historiques in der französischen Gemeinde Thil auf.

## Liste der Objekte
| Bezeichnung              | Beschreibung | Standort                                     | Kennzeichnung | Schutzstatus   | Datum | Bild |
| ------------------------ | --- | -------------------------------------------- | ------------- | -------------- | ----- | ---- |
| Adlerpult                | Holz, farbig gefasst und vergoldet, 18. Jahrhundert | in der Kirche Assomption-de-la-Vierge (Lage) | PM10004614    | Inscrit        | 1982  |      |
| Hauptaltar               | Altartisch und Retabel; Holz, Gips und Pappmaché, farbig gefasst und vergoldet, 1843; zugehörig PM10002214                                                                   | in der Kirche Assomption-de-la-Vierge (Lage) | PM10002215    | Classé         | 1982  |      |
| Relief Mariä Himmelfahrt | Kalkstein, farbig gefasst und vergoldet, Ende des 16. Jahrhunderts | in der Kirche Assomption-de-la-Vierge (Lage) | PM10002214    | Classé         | 1979  |      |
| Gemälde Taufe Christi    | Ölfarbe auf Holz, 17. Jahrhundert | in der Kirche Assomption-de-la-Vierge (Lage) | PM10002218    | Classé         | 1981  |      |
| Kanzel                   | Holz, 18. Jahrhundert | in der Kirche Assomption-de-la-Vierge (Lage) | PM10004613    | Inscrit        | 1980  |      |
| Kirchenfenster           | aus dem 16. Jahrhundert | in der Kirche Assomption-de-la-Vierge (Lage) | PM10002212    | Classé         | 1903  |      |
| Marienaltar              | rechter Seitenaltar; Altartisch, Tabernakel und Retabel; Gips und Keramik, farbig gefasst und vergoldet, 1850, aus der Sainterie de Vendeuvre-sur-Barse, Entwurf Léon Moynet | in der Kirche Assomption-de-la-Vierge (Lage) | PM10002217    | Classé         | 1982  |      |
| Linker Seitenaltar       | Tabernakel und Retabel; Holz, farbig gefasst und vergoldet, 19. Jahrhundert                                                                                                  | in der Kirche Assomption-de-la-Vierge (Lage) | PM10002216    | Classé Inscrit | 1982  |      |
| Truhenbank (1)           | Holz, Schmiedeeisen, Ende des 15. Jahrhunderts | in der Kirche Assomption-de-la-Vierge (Lage) | PM10003283    | Classé         | 1929  |      |
| Truhenbank (2)           | Holz, Schmiedeeisen, Ende des 15. Jahrhunderts | in der Kirche Assomption-de-la-Vierge (Lage) | PM10002213    | Classé         | 1929  |      |